# رووپوو
رووپوو (به چکی: Roupov) یک منطقهٔ مسکونی در جمهوری چک است که در ناحیه پلزن-جنوبی واقع شده‌است. رووپوو ۷٫۰۵ کیلومتر مربع مساحت و ۲۴۸ نفر جمعیت دارد و ۴۲۷ متر بالاتر از سطح دریا واقع شده‌است.

## نگارخانه

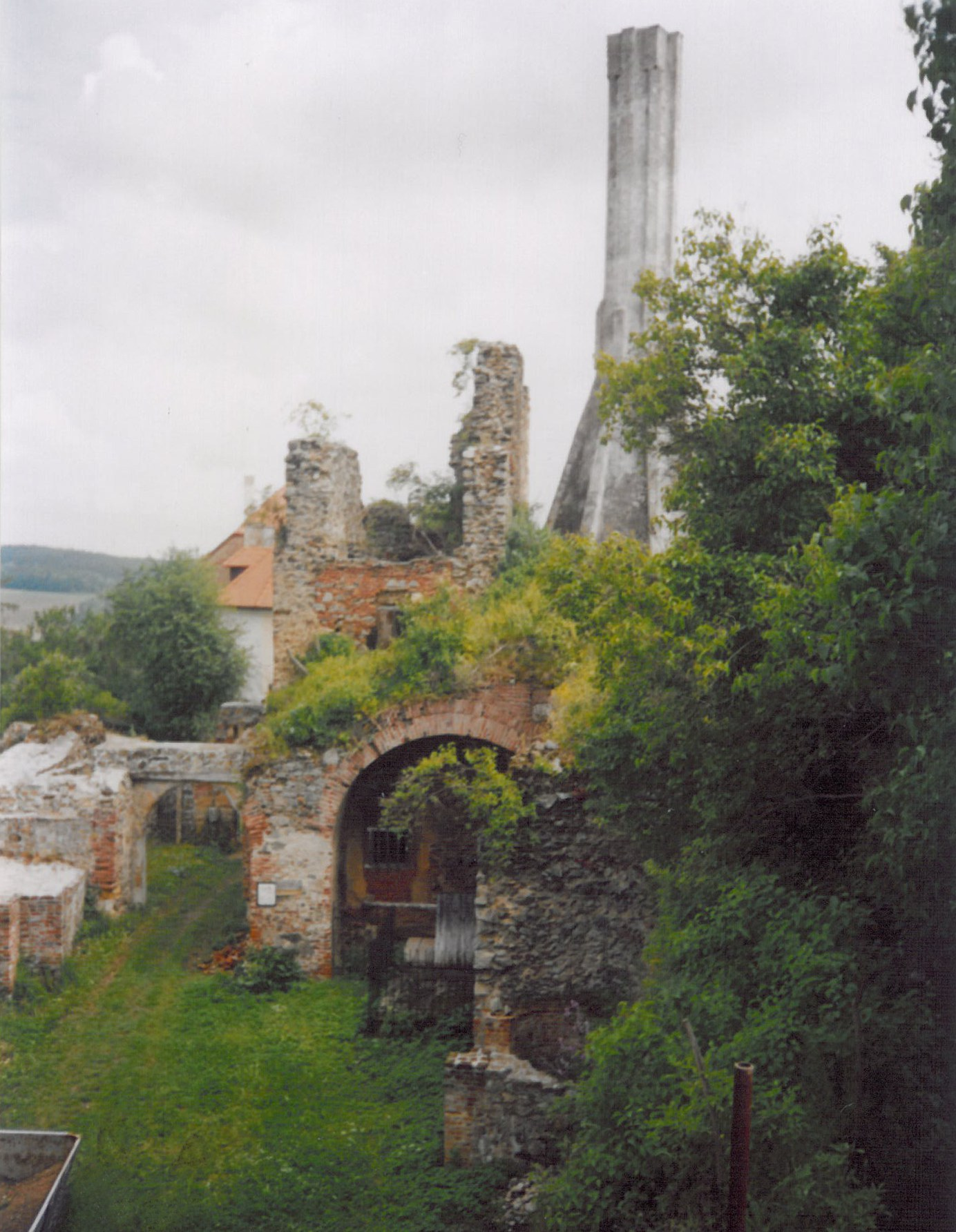